# Divehi
Maldivci (Divehi,  ދިވެހިން, divehin), indoiranski narod singaleško-maldivske skupine nastanjen na Maldivima i nešto (4500) na otoku Minicoyu u Lakadivima, Indija. Ukupno ih ima više od 400.000. Sami sebe Maldivci nazivaju Divehi (otočani), a svoj jezik divehijski, srodan singaleškom. Domovina Maldivaca su prstenoliki koraljni otoci (atoli) obrasli tropskom šumom. U ranijoj povijesti Maldivci su imali šrilankanski tip budizma kojeg je 1153. zamijenio islam. Ribolov i turizam danas su najvažnije djelatnosti otočana.
Svoj divehijski jezik pišu pismom taana, a do 18. stoljeća služili su se dives akuruom ("otočko pismo"), koje je nastalo iz granthskog pisma.
Maldivi se naseljavaju već negdje u 4. stoljeću prije Krista. Najraniji doseljenici dolaze iz Arabije, istočne Afrike i Indijskog potkontinenta, a današnji Maldivci nastalai su stapanjem istih. Njihova populacija 1997. iznosi 263.189 ()

## Vanjske poveznice
- Where Did the Maldives People Come From?
- People of Maldives  Arhivirana inačica izvorne stranice od 22. ožujka 2005. (Wayback Machine)
- Maldives People  Arhivirana inačica izvorne stranice od 29. srpnja 2007. (Wayback Machine)